# Ford Zephyr
Pour d'autres voitures liées à Ford et appelées Zephyr, voir Lincoln-Zephyr (Lincoln Zephyr originale), Lincoln MKZ (Zephyr moderne) et Mercury Zephyr.
La Ford Zephyr est une grande routière (executive car), fabriquée par Ford Royaume-Uni de 1950 à 1972. La Zephyr et ses variantes de luxe, la Ford Zodiac et la Ford Executive, étaient les plus grandes voitures particulières de la gamme britannique de Ford de 1950 jusqu'à leur remplacement par les modèles Ford Consul et Ford Granada en 1972.
Initialement, la version quatre cylindres s'appelait Ford Consul, mais à partir de 1962, les versions quatre et six cylindres s'appelaient Zephyr.

## Histoire
Les modèles Ford Consul et Zephyr Mark I ont été présentés pour la première fois au salon automobile d'Earls Court en 1950. Ce furent les premières voitures britanniques de production de masse à utiliser la suspension avant indépendante à jambe de force MacPherson qui est largement utilisée aujourd'hui. La production a commencé avec la Ford Consul le 1er janvier 1951. Le modèle Mark I a fonctionné jusqu'en 1956. À partir d'avril 1956, la Consul, la Zephyr et la Zodiac Mark II furent mis en vente et étaient connues sous le nom de Three Graces. La gamme Mark II était populaire et a terminé son parcours en 1962, quand à partir d'avril de cette année les Zephyr 4, Zephyr 6 et Zodiac Mark III ont été mis en vente. Le nom Consul a été abandonné, la place de la voiture dans la gamme Ford Royaume-Uni étant occupée par la première Ford Zephyr à quatre cylindres. Alors que les Zephyr et Zodiac Mark II partageaient la même carrosserie (la Consul avait des protections avant et une cloison plus courtes), les nouvelles Zodiac et Zephyr lancées en 1962 partageaient peu de panneaux de carrosserie. Avec la Mark III, Ford a finalement réglé les problèmes qui avaient assailli les modèles précédents (les essieux de la Mark I et les boîtes de vitesses de la Mark II avaient des faiblesses particulières) et la Mark III s'est avérée être la plus populaire et la plus durable de la gamme. Le modèle s'est vendu à un taux égal ou supérieur à la Mark II au Royaume-Uni et à l'étranger, mais a été en production pendant une période plus courte. Au cours des derniers mois de production, une version Executive haut de gamme a été ajoutée à la gamme Mark III. La gamme Mk III a été abandonnée en janvier 1966 et la toute nouvelle gamme Zephyr/Zodiac Mark IV a été lancée en avril 1966. La conception de cette voiture a anticipé la gamme Consul/Granada ultérieure avec des moteurs en V et une suspension arrière indépendante, mais le développement du modèle a été précipité et cela s'est reflété dans sa durabilité. C'était l'une des premières voitures à prix moyen à être équipée de freins à disque arrière.
La Zephyr serait la dernière voiture à être indépendamment conçue par Ford Grande-Bretagne - une intégration plus étroite avec Ford-Werke de Cologne avait déjà commencé avec le Transit et l'Escort, et la Consul/Granada remplaçante serait un véritable effort paneuropéen.
Bien que la Ford Zephyr n'ait jamais vue une production américaine, un nombre très limité y a été importée aux États-Unis et le nom lui-même est apparu sur d'autres voitures américaines liées à Ford. La première utilisation du nom Zephyr a eu lieu en 1936 avec la Lincoln-Zephyr, une compagne plus petite de la berline full-size de Lincoln vendue à l'époque, suivi à la fin des années 1970 de la Mercury Zephyr, une version haut de gamme de la Ford Fairmont. Le nom Lincoln-Zephyr a été ressuscité pour un nouveau modèle en 2006, mais a été changé en Lincoln MKZ l'année suivante.

## Mark I

### Zephyr Six (ou Zephyr Mark I)
Numéro de modèle EOTA
La première de la gamme Zephyr était une version allongée de la Consul quatre cylindres de 1 508 cm3, avec un moteur six cylindres de 2 262 cm3 produisant 69 ch. Comme la Consul, la Zephyr était livrée avec une boîte de vitesses à trois vitesses, contrôlée par un levier monté sur colonne. La conception de la suspension avant employait ce qui allait devenir plus tard connu sous le nom de jambes de force MacPherson, tandis qu'une configuration plus conventionnelle pour la suspension arrière utilisait un essieu dynamique avec des ressorts semi-elliptiques. La voiture pouvait atteindre un peu plus de 130 km/h et 12,3 L/100 km.

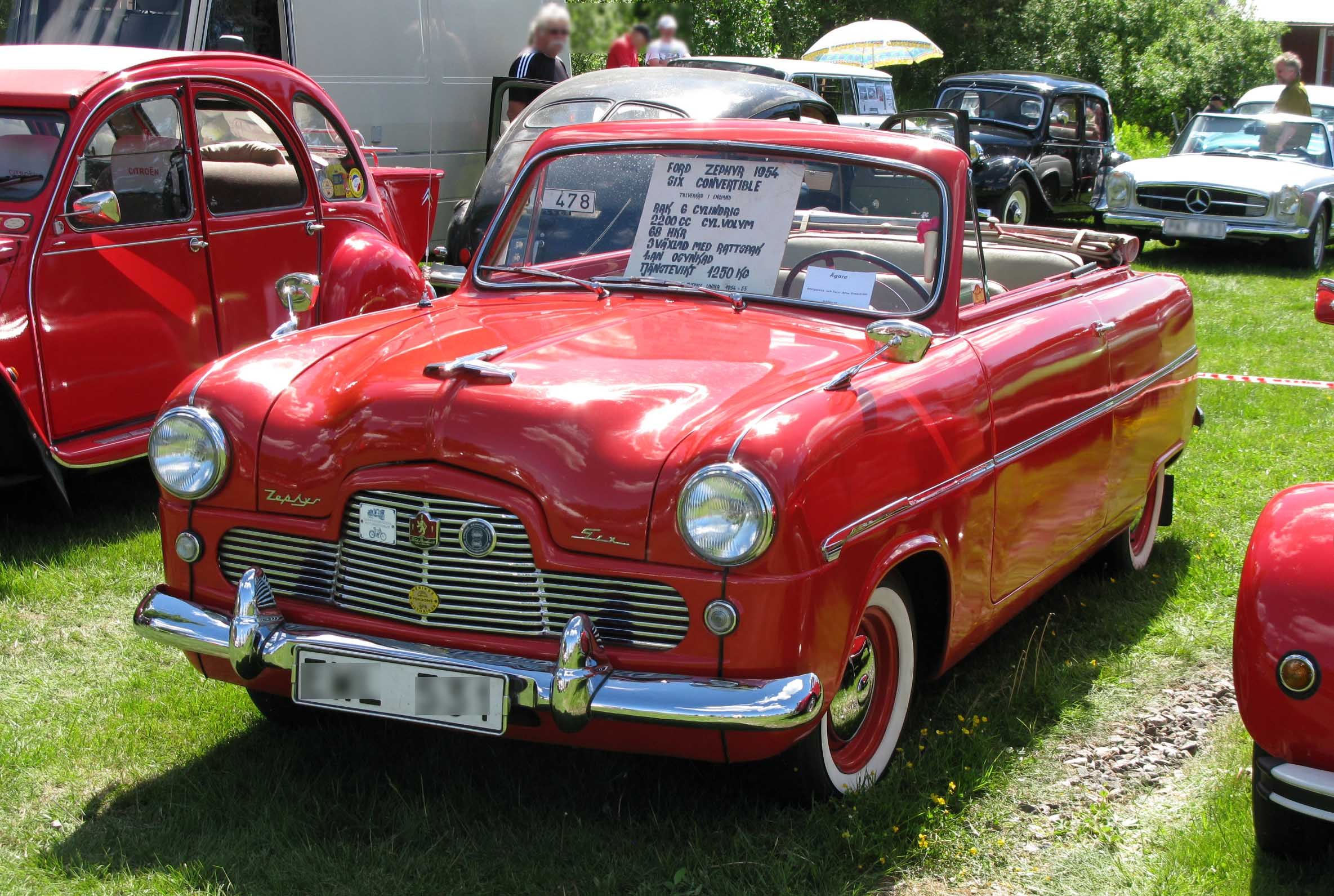
Ford Zephyr I décapotable

La Ford Zephyr Six était disponible avec des carrosseries berline 4 portes, break et cabriolet deux portes. La version cabriolet était fabriquée par Carbodies et avait un toit motorisé; le break était construit par Abbotts of Farnham et était vendu sous le nom de Farnham.
En plus de la principale usine britannique de Ford à Dagenham, la Consul et la Zephyr étaient assemblées à l'usine Ford Nouvelle-Zélande de Seaview à Lower Hutt à partir de kits Complete Knock Down. Les grandes Ford concurrençaient les Vauxhall Wyvern et Velox également construites localement et, plus tard, les Holden australiennes. Lorsque la reine Élisabeth II nouvellement couronnée s'est rendue en Nouvelle-Zélande dans le cadre d'une tournée dans le Commonwealth au début des années 1950, elle a été photographiée en train de regarder des Zephyr en cours de construction dans l'usine Ford locale. La Consul et la Zephyr ont également été assemblées à l'usine de Cork en Irlande de 1951 à 1956.
En 1953, une Ford Zephyr Six conduite par Maurice Gatsonides remporta le rallye de Monte Carlo, poussant une Jaguar Mark VII à la deuxième place dans le processus. Deux ans plus tard, une Ford Zephyr Six conduite par Vic Preston (Snr) et D.P Marwaha a remporté le rallye East African Safari.
Une berline testée par le magazine The Motor en 1951 avait une vitesse maximale de 128,4 km/h et pouvait accélérer de 0 à 97 km/h en 20,2 secondes. Une consommation de carburant 11,9 litres aux 100 km a été enregistrée. La voiture d'essai coûtait 842 £, taxes comprises, mais était équipée en option d'une garniture en cuir, d'un chauffage et d'une radio.

### Zephyr Zodiac (ou Zodiac Mark I)
Numéro de modèle EOTA
La Zephyr Zodiac (ou Zodiac Mark I) était une version haut de gamme de la Zephyr lancée au London Motor Show à l'automne 1953. Elle avait une peinture bicolore, des garnitures en cuir, un chauffage, des lave-glace, des pneus à flancs blancs et des projecteurs. Le moteur avait un taux de compression plus élevé - 7,5:1 au lieu de 6,8:1 - augmentant la puissance maximale à 72 ch.
Une voiture testée par le magazine The Motor en 1955 avait une vitesse de pointe de 130 km/h et pouvait accélérer de 0 à 97 km/h en 20,2 secondes. Une consommation de carburant de 12,7 litres aux 100 km a été enregistrée. La voiture d'essai coûtait 851 £, taxes comprises.

Il n'y a pas de registres officiels pour une production de Zephyr Zodiac cabriolets, mais il y avait quelques breaks.

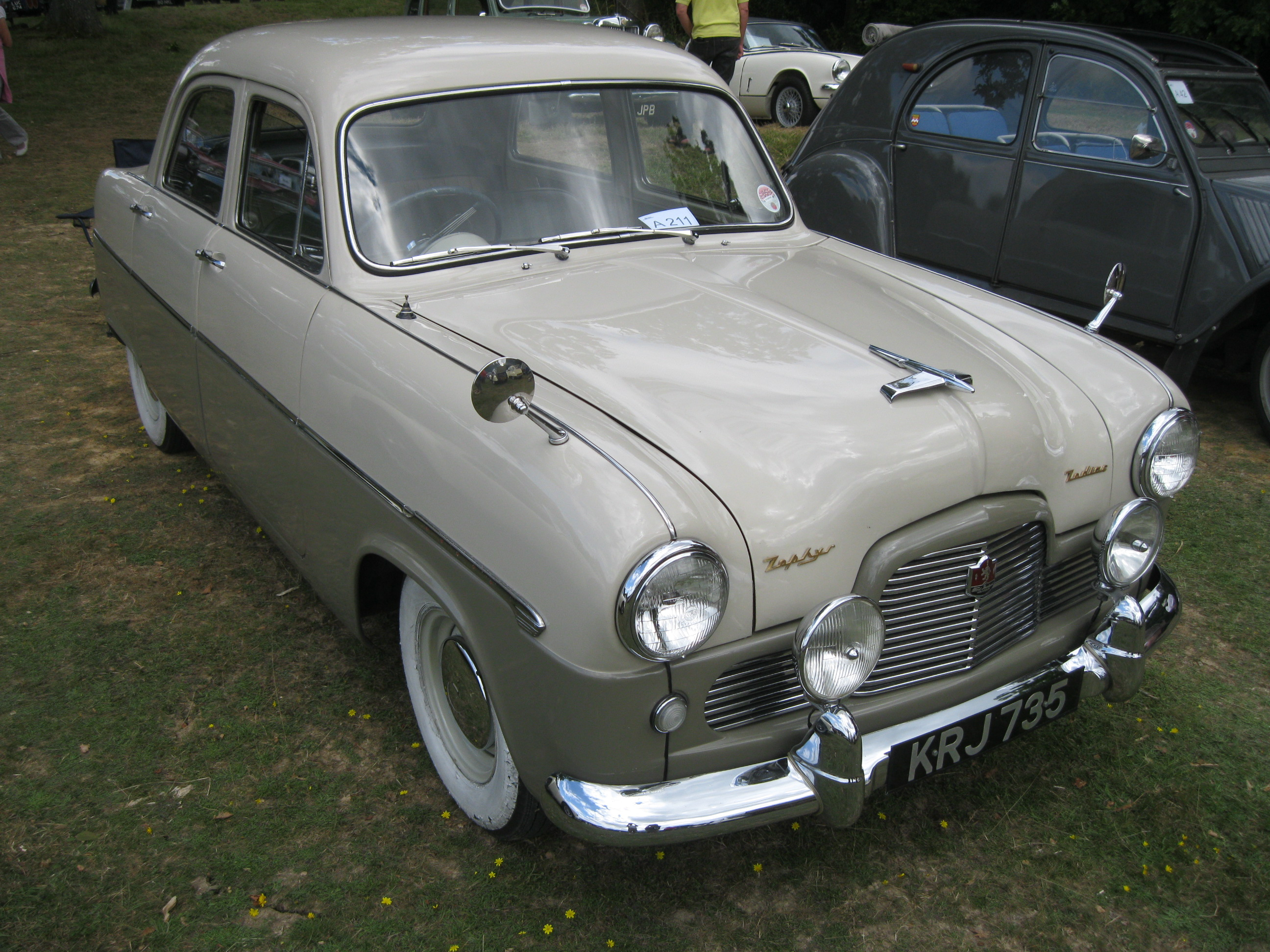
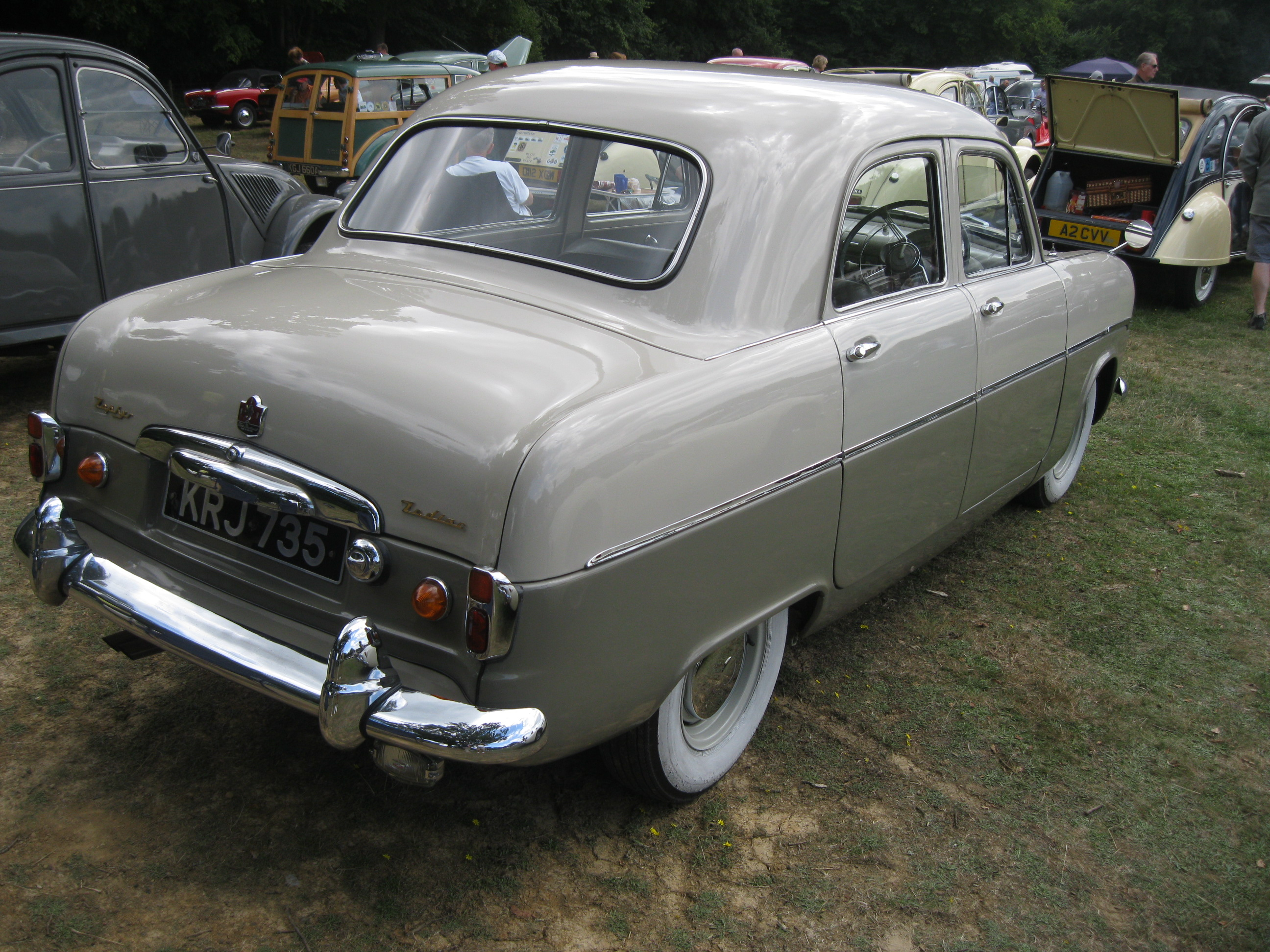
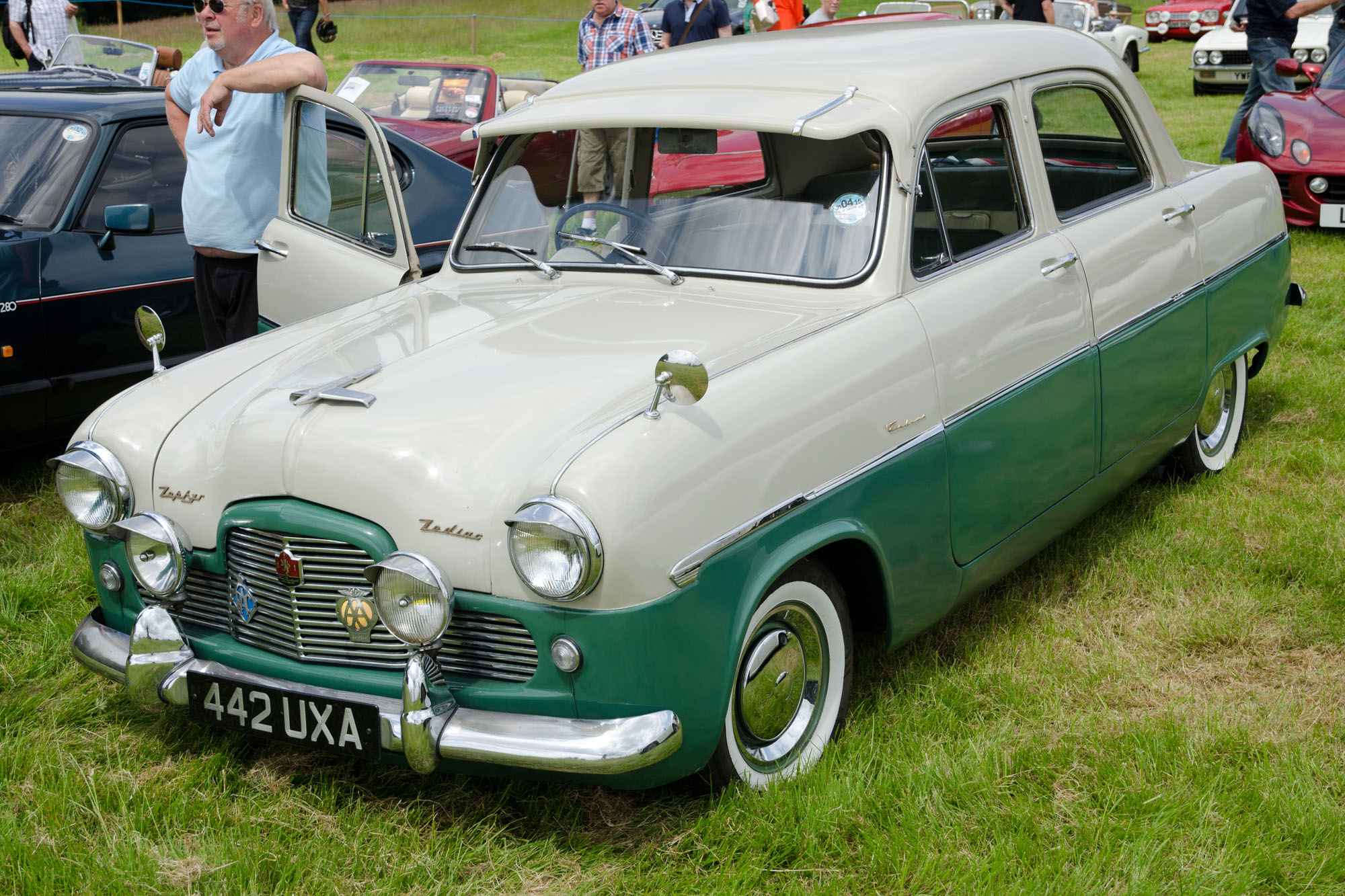
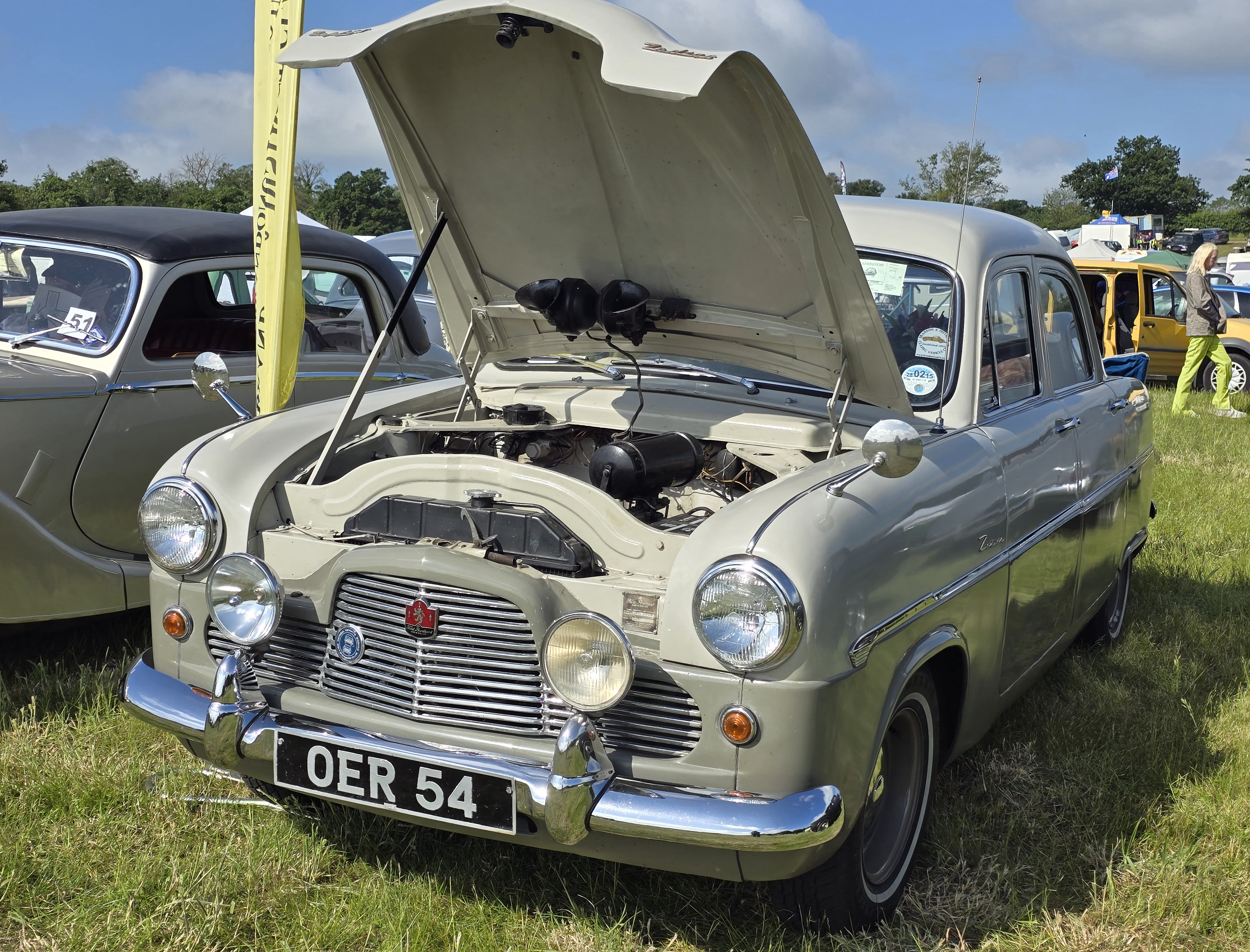

## Mark II

### Zephyr Mark II
Numéro de modèle 206E
En 1956, la Consul, la Zephyr et la Zodiac ont toutes été redessinées. Les moteurs des voitures 6 cylindres ont été agrandis à 2 553 cm3, avec une puissance de sortie augmentée en conséquence à 87 ch (64 kW). L'empattement a été augmenté de 76 mm pour 2 718 mm et la largeur a été augmentée à 1 753 mm. La répartition du poids et le rayon de braquage ont également été améliorés. La vitesse maximale a été augmentée à 142 km/h et la consommation de carburant a également été améliorée à 10,1 litres aux 100 km

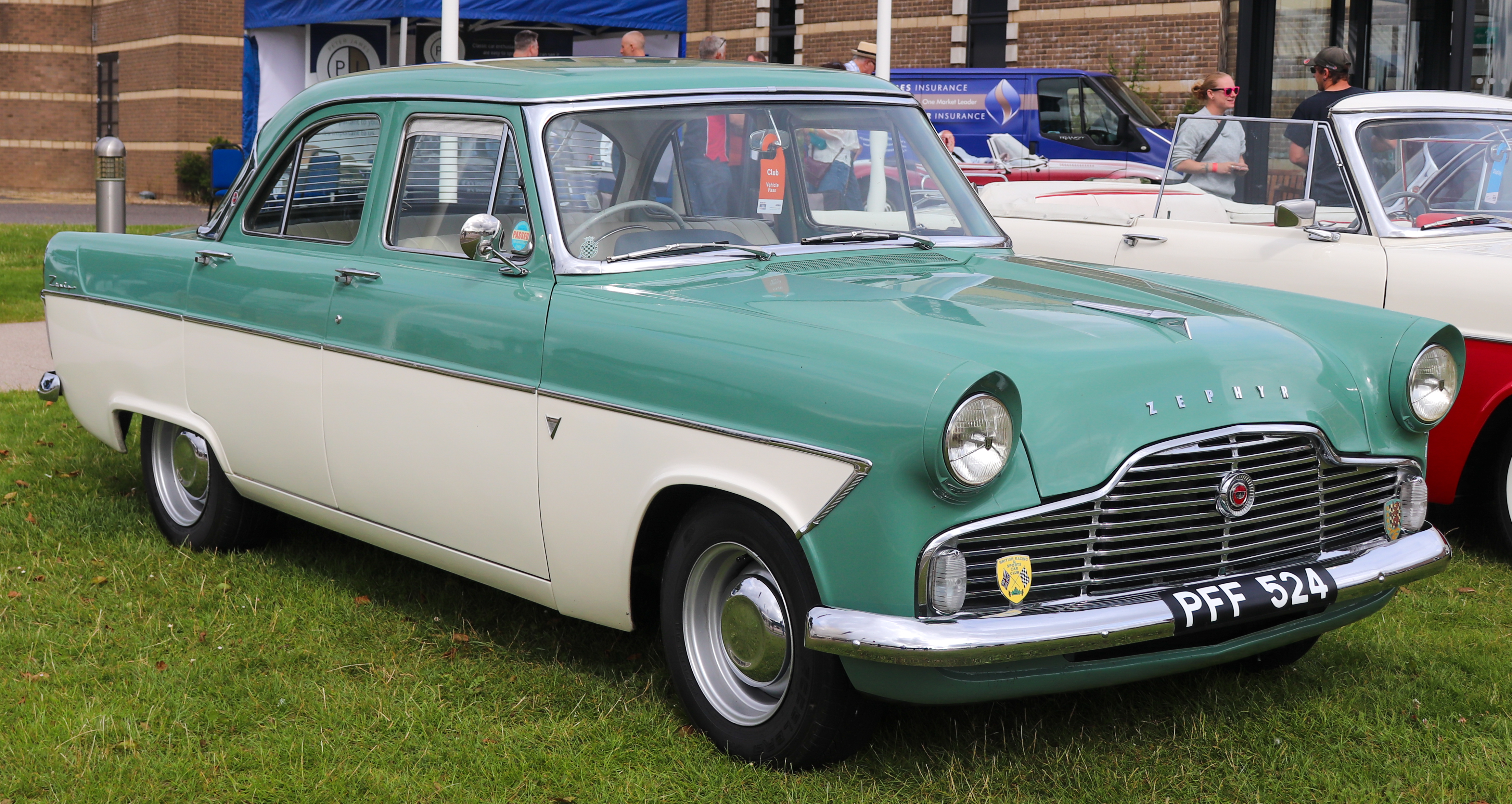
Ford Zephyr II berline.

La Zodiac et la Zephyr étaient également proposées dans deux styles de carrosserie, à savoir la « Highline » et la « Lowline », selon l'année de fabrication – la différence étant 44 mm coupée par rapport à la hauteur du panneau de toit. La variante «Highline» comportait un tableau de bord hémisphérique, tandis que la « Lowline » avait un tableau plus rectangulaire.
Il ne fait aucun doute que les performances des modèles Zephyr et Zodiac série II étaient limitées par le système d'échappement rudimentaire, à la fois le collecteur et l'échappement lui-même. La conversion complète du moteur par Raymond Mays, bien connue, propulsait les performances à une vitesse maximale de 163 km/h et du 0-97 km/h en 10,0 s, avec 400 m départ arrêté en 17,6 s comme indiqué par le magazine The Autocar en date du 8 novembre 1957.
En plus d'une boîte manuelle à trois vitesses, il y avait en option une surmultiplication et à partir de 1956 (1959 en Australie) une transmission automatique BorgWarner DG. Au début, les freins à tambour étaient montés sur les quatre roues (avec une plus grande surface de garniture de 950 cm2 mais les disques avant sont devenus optionnels en 1960 et de série à partir de milieu 1961 (en Australie, seuls les freins à tambour aux quatre roues étaient disponibles; certains concessionnaires ont installé des freins à servo-assistance à partir de 1961).

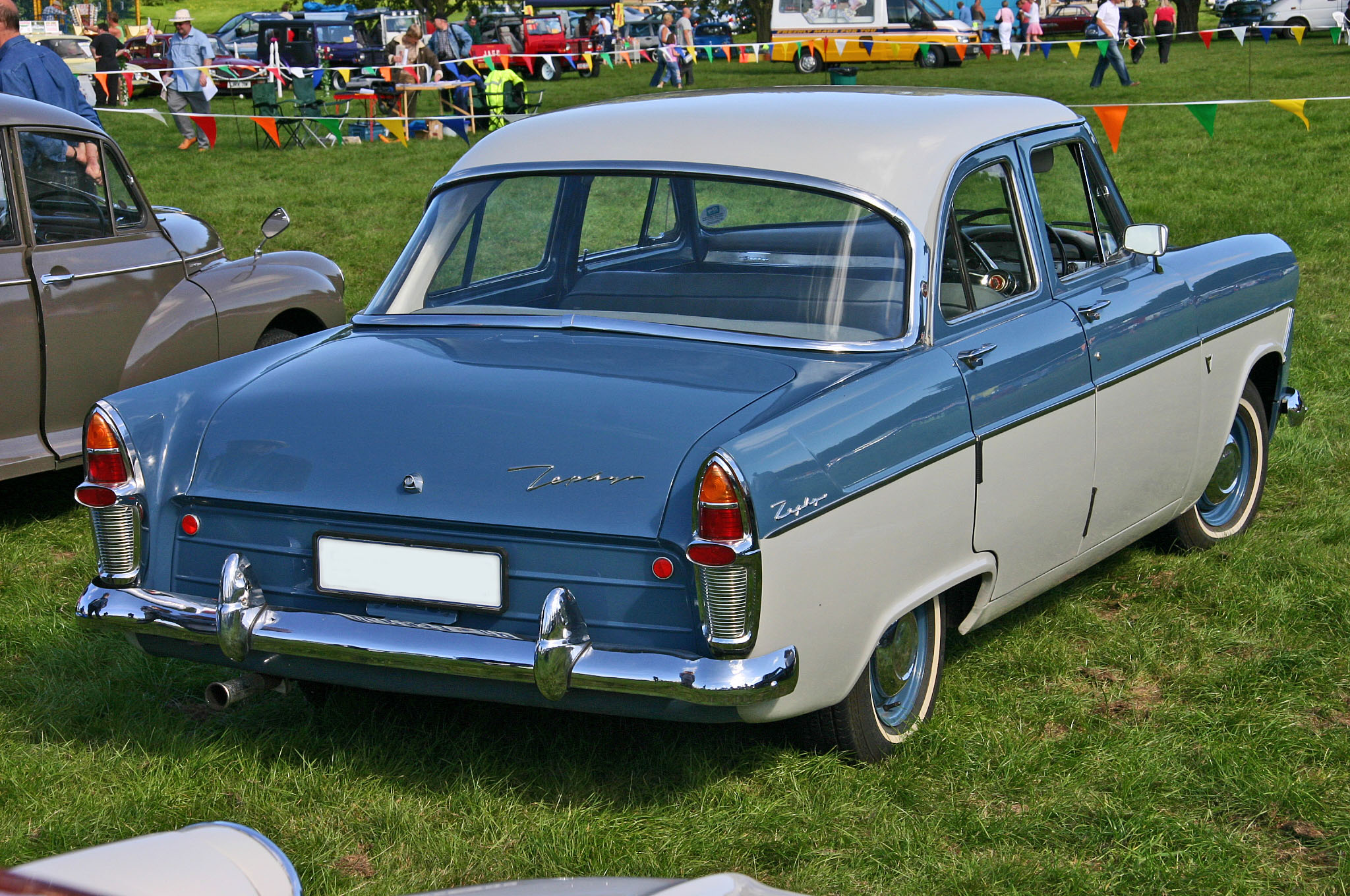
Arrière d'une Ford Zephyr II

Une version cabriolet deux portes était proposée avec un toit à commande électrique. En raison des faiblesses structurelles inhérentes à la construction des cabriolets, peu de cabriolets sont connus pour avoir survécu.
Un cabriolet avec surmultiplication testée par le magazine The Motor en 1961 avait une vitesse maximale de 142,1 km/h et pouvait accélérer de 0 à 97 km/h en 17,0 secondes. Une consommation de carburant de 11,5 litres aux 100 km a été enregistrée. La voiture d'essai coûtait 1 193 £ taxes comprises.

#### Production australienne
En Australie, les Consul, Zephyr et Zodiac Mark II étaient construites dans l'usine Ford Australie de Geelong. Des versions berline, coupé utilitaire [plus communément abrégé en "Ute"] et Consul 4 cylindres et Zephyr 6 cylindres break ont été produites. Aucune Zodiac version break n'était proposé. Le break Mark II développé par l'Australie différait de son homologue break britannique en ayant une lunette arrière à enroulement, et un pilier C droit, plutôt qu'incurvé. Une poignée de breaks ont été immatriculés en 1958, mais les ventes n'ont vraiment commencé que vers la moitié de 1959. De plus, la version conçue et développée par l'Australie différait considérablement de son homologue britannique par la conception de sa cabine et de ses panneaux arrière. La fabrication de Mark II s'est poursuivie jusqu'en 1962, année au cours de laquelle la production est passée à l'assemblage de Mark III à partir de kits Complete Knock Down (CKD) importés. Il avait été initialement prévu par Ford Australie de transformer la Mark II en tant que principale concurrente de l'Holden rivale, mais en raison du prix exorbitant demandé par Ford Royaume-Uni pour ses gabarits de production désormais redondants pour la Mark II, Ford Australie a plutôt choisi de fabriquer localement la nouvelle Ford Falcon nord-américaine, qui était nettement moins chère que la Zephyr pour le fabricant, la Mark III étant reléguée pour les commandes spéciales uniquement.

#### Assemblage néo-zélandais
L'assemblage néo-zélandais de la Mark II, également à partir de kits Complete Knock Down, incluait désormais la Zodiac. Les grandes Ford de Grande-Bretagne étaient désormais proposées aux côtés de la Ford Falcon d'origine australienne et concurrençaient également les Vauxhall Victor et Velox, les Holden et la Chrysler Valiant australienne. Les approvisionnements étaient limités en raison des règles strictes en matière de licences d'importation en vigueur à l'époque et la demande dépassait toujours la disponibilité; il n'était pas rare que les acheteurs attendent deux à trois ans pour leur nouvelle grosse Ford.

### Zodiac Mark II
Numéro de modèle 206E
La Zodiac Mark II a été légèrement modifiée pour se distinguer des variantes moins importantes, avec un style arrière plus élaboré et une calandre différente à l'avant. Les feux auxiliaires et les rétroviseurs extérieurs ont été supprimés de la gamme Zodiac, mais elles ont conservée la peinture bicolore, les pneus à flanc blanc, les ornements de roues chromés et les badges plaqués or.
Une voiture testée par le magazine britannique The Motor en 1956 avait une vitesse maximale de 141,5 km/h et pouvait accélérer de 0-97 km /h en 17,1 secondes. Une consommation de carburant de 13,1 litres aux 100 km a été enregistrée. La voiture d'essai coûtait 968 £, taxes comprises.

### Breaks Abbott

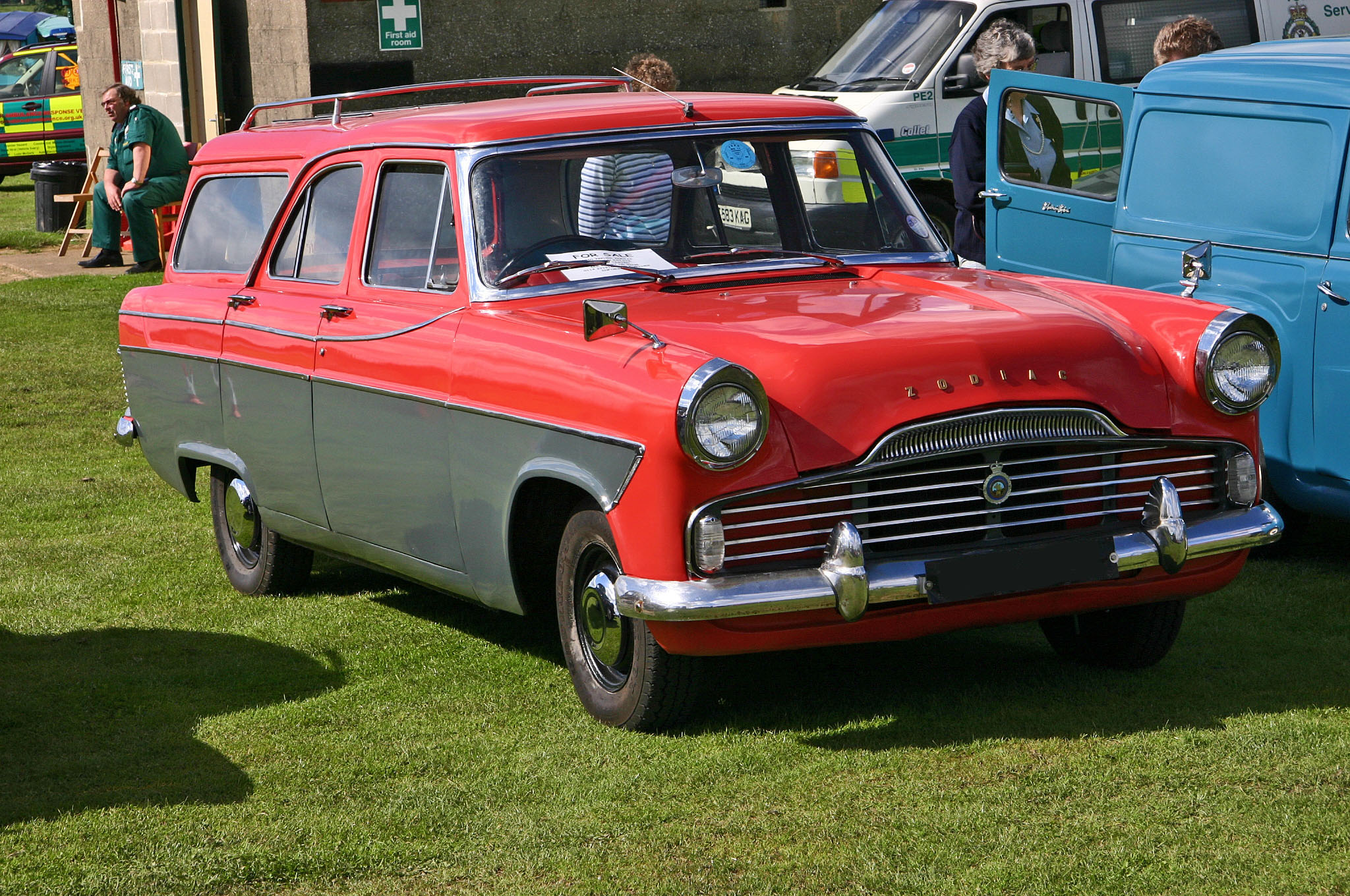
Zodiac Mark II 206E break Abbott
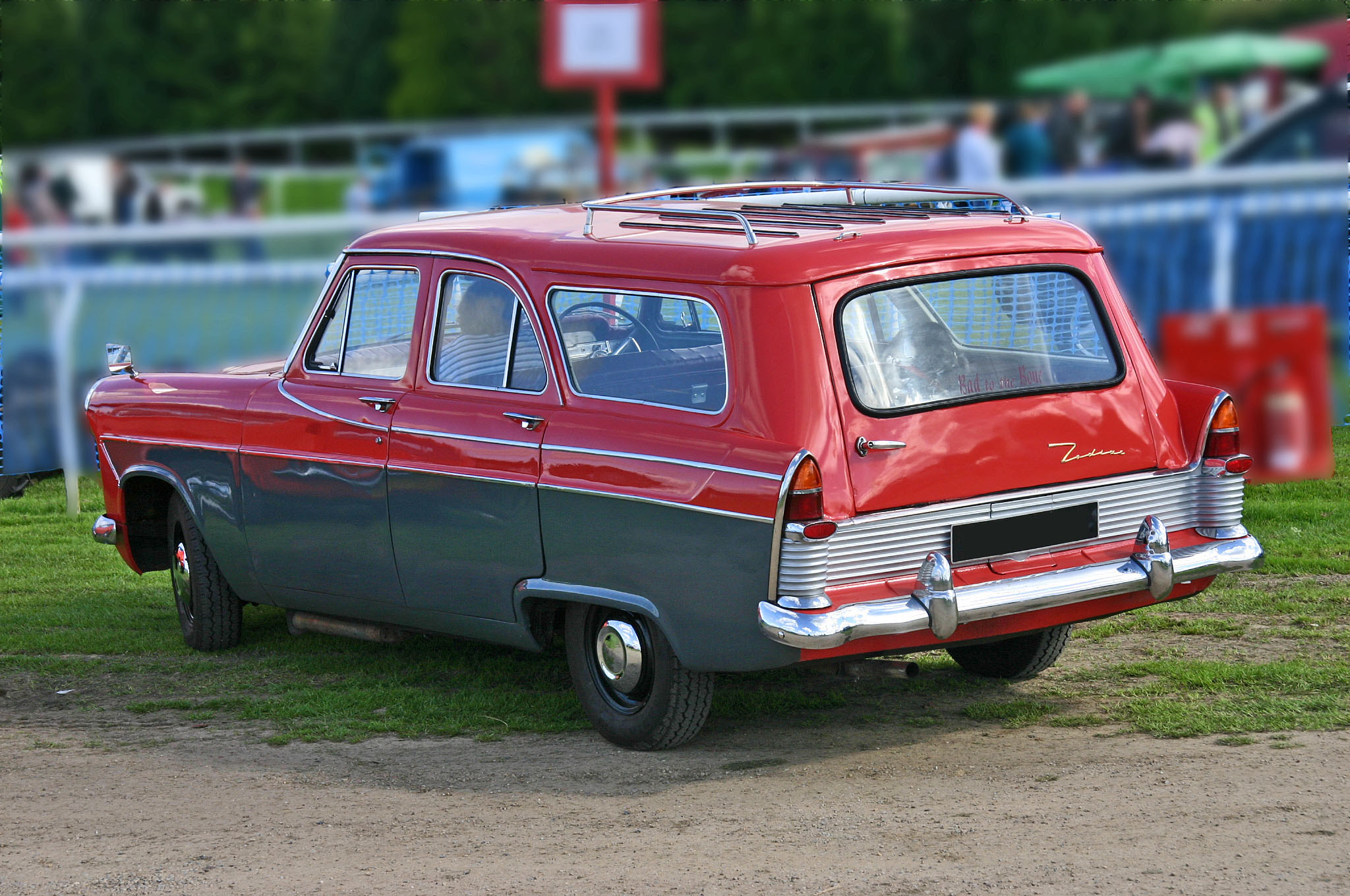
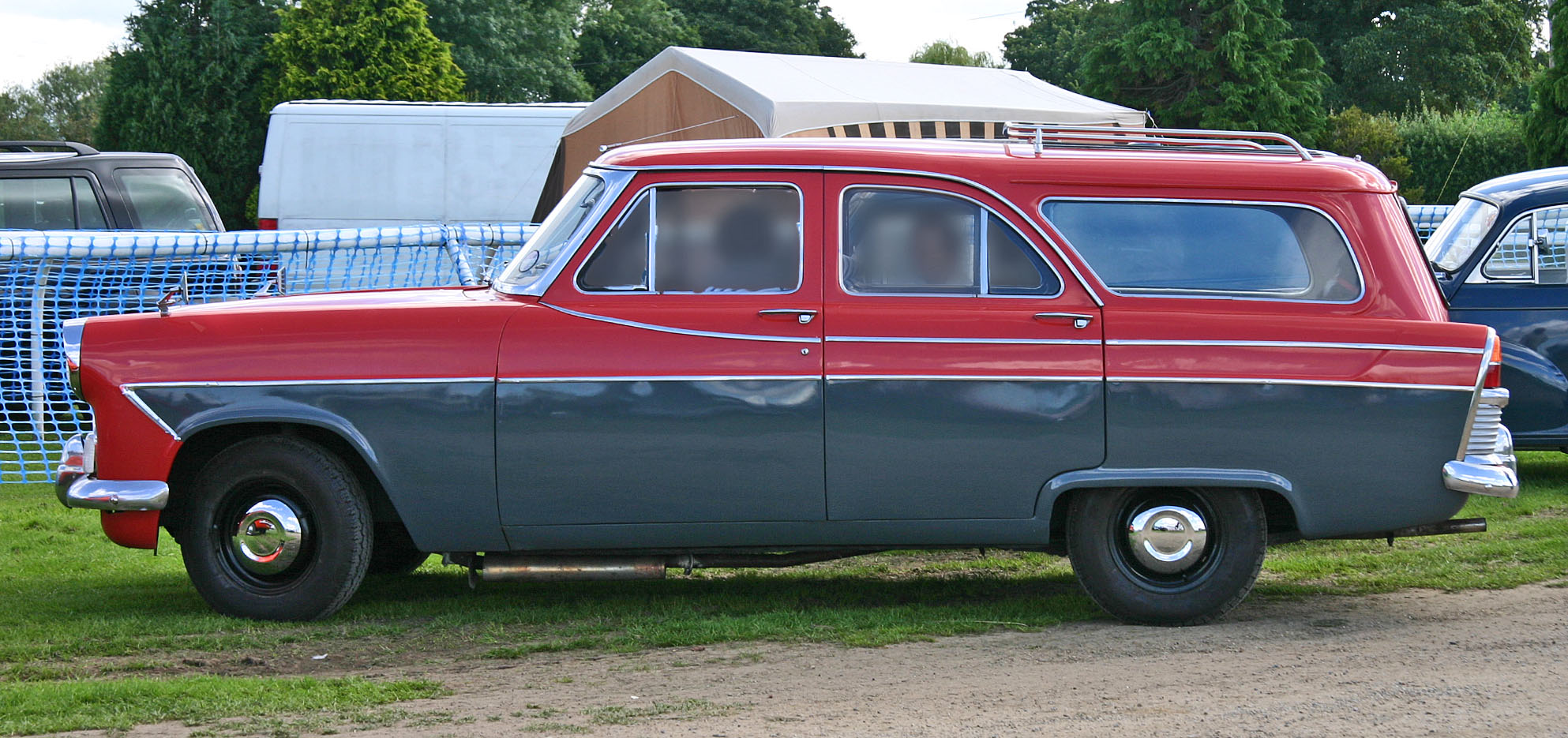
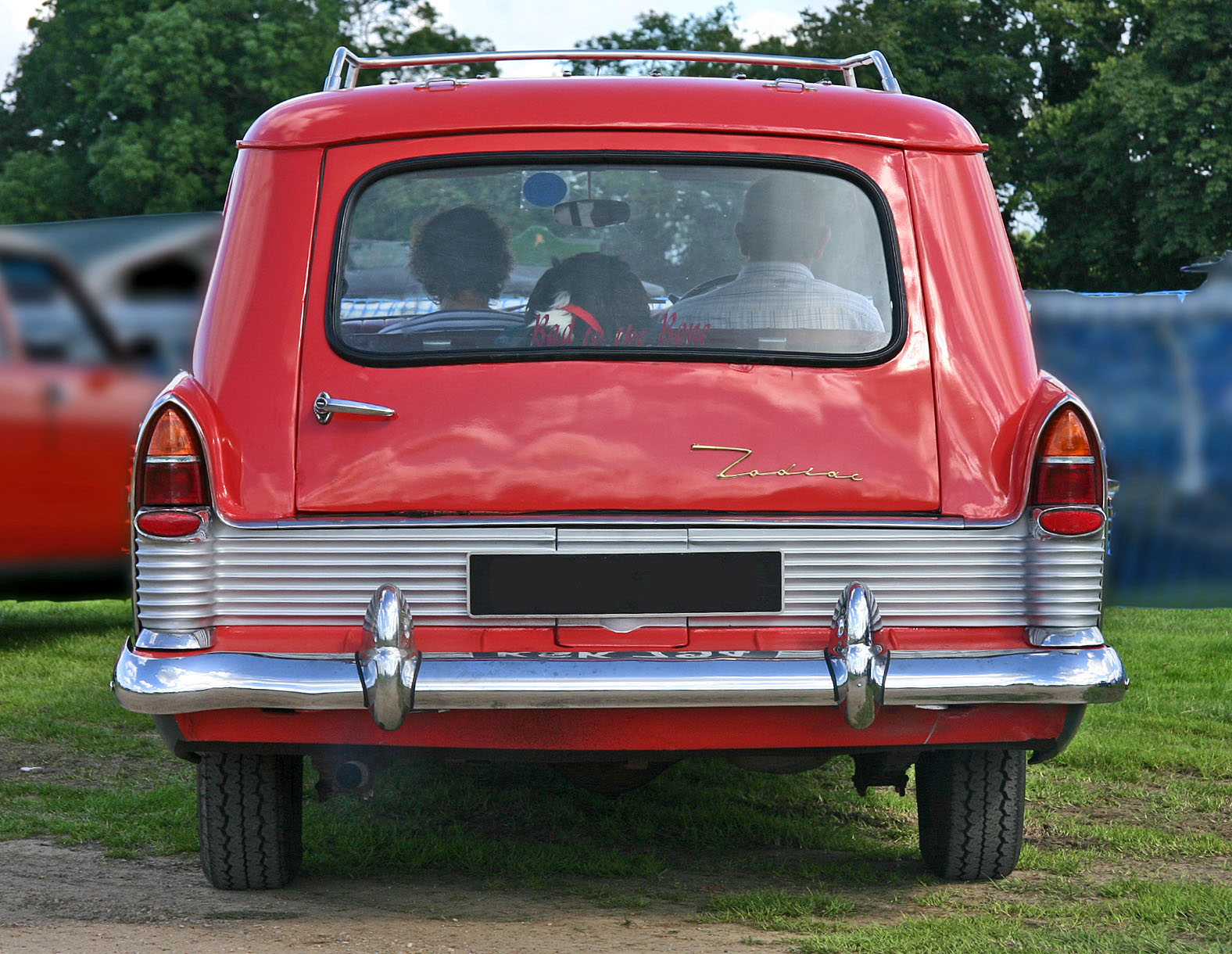

## Mark III

### Zephyr 4 Mark III
Numéro de modèle 211E
En avril 1962, Ford a remplacé la gamme Consul/Zephyr/Zodiac par un modèle radicalement redessiné tout en partageant certains de ses composants mécaniques, ainsi que la conception de base du châssis, avec les modèles Mark II. Plutôt que de continuer sous le nom Consul, Ford Royaume-Uni a décidé d'appeler sa remplaçante Zephyr 4, le 4 indiquant qu'elle utilisait toujours le moteur quatre cylindres de 1 703 cm3 de la Consul 375. Une boîte de vitesses manuelle à quatre vitesses, désormais synchronisée sur tous les rapports, était de série, avec surmultiplication ou transmission automatique disponibles en option. Les freins à disque avant étaient de série.

### Zephyr 6 Mark III
Numéros de modèle 213E (conduite à droite), 214E (conduite à gauche)
La Zephyr Mark III partageait certains de ses composants mécaniques, ainsi que la conception de base du châssis, avec la Mark II, mais avait une construction de carrosserie globale plus solide. L'extérieur a été conçu par le canadien Roy Brown, qui avait également conçu les Edsel et la Cortina, bien que l'arrière de la carrosserie ait été inspiré par une proposition de conception de Frua. Contrairement à la Zephyr 4, la Zephyr 6 avait une calandre sur toute la longueur, y compris autour des phares: la longueur et la largeur globales des carrosseries étaient les mêmes pour les deux versions de la Zephyr III. Avec la même cylindrée de 2 553 cm3 qu'avant, le modèle Mark III avait un taux de compression plus élevé, ce qui se traduisait par une puissance de 20 ch (15 kW) supérieure ainsi qu'une portée de couple plus large.

### Breaks Abbott

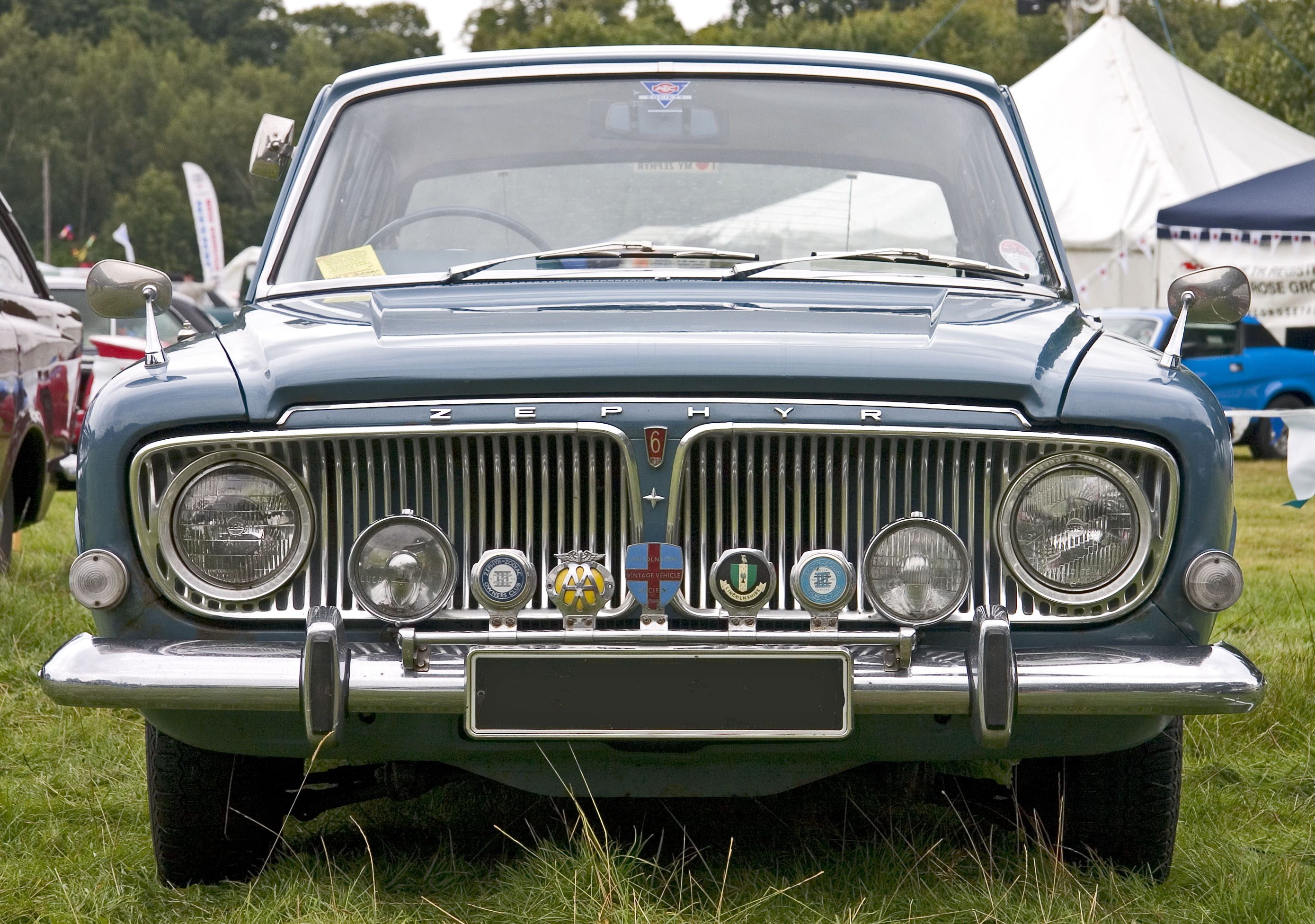
Zephyr 6 break Abbott
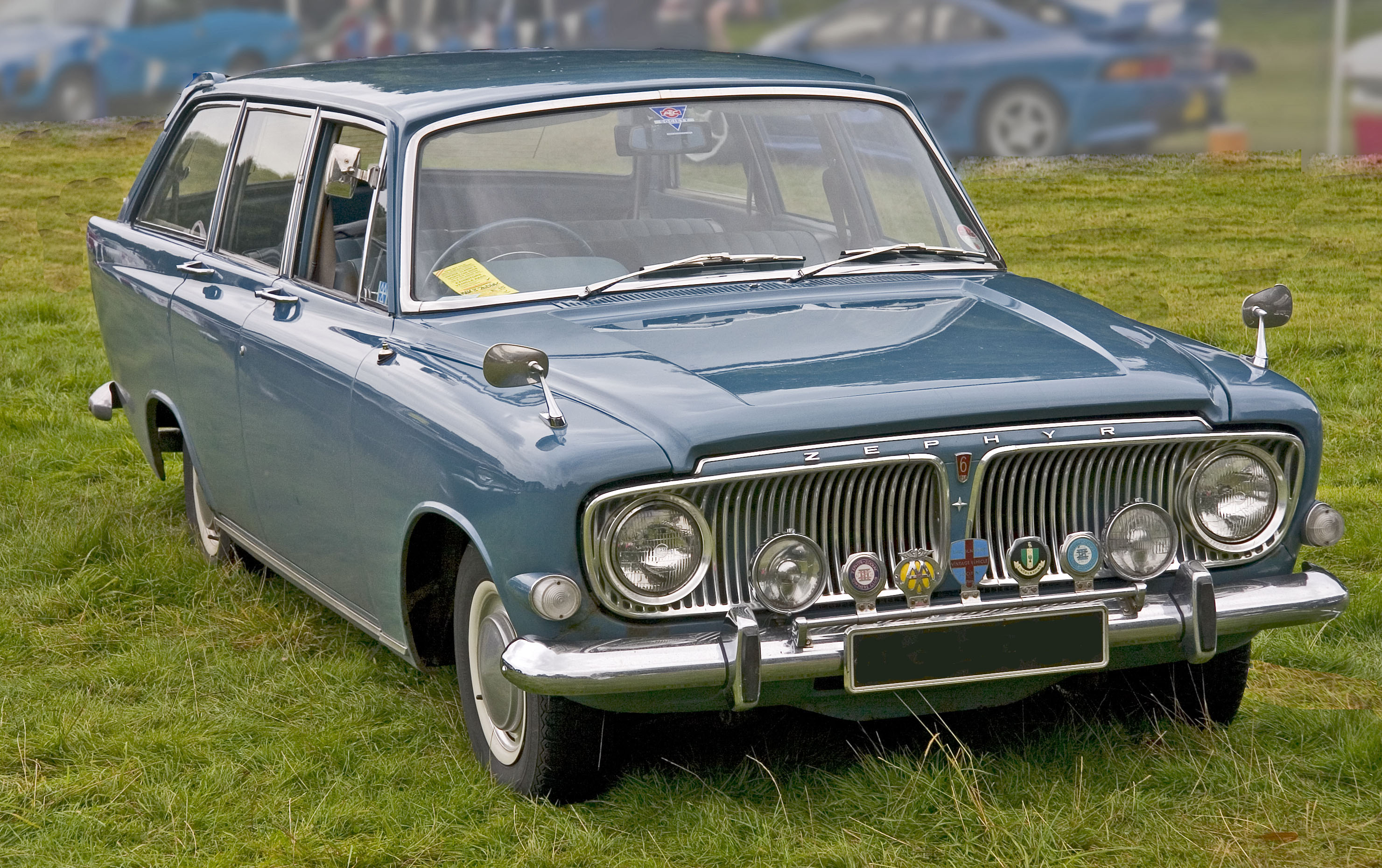
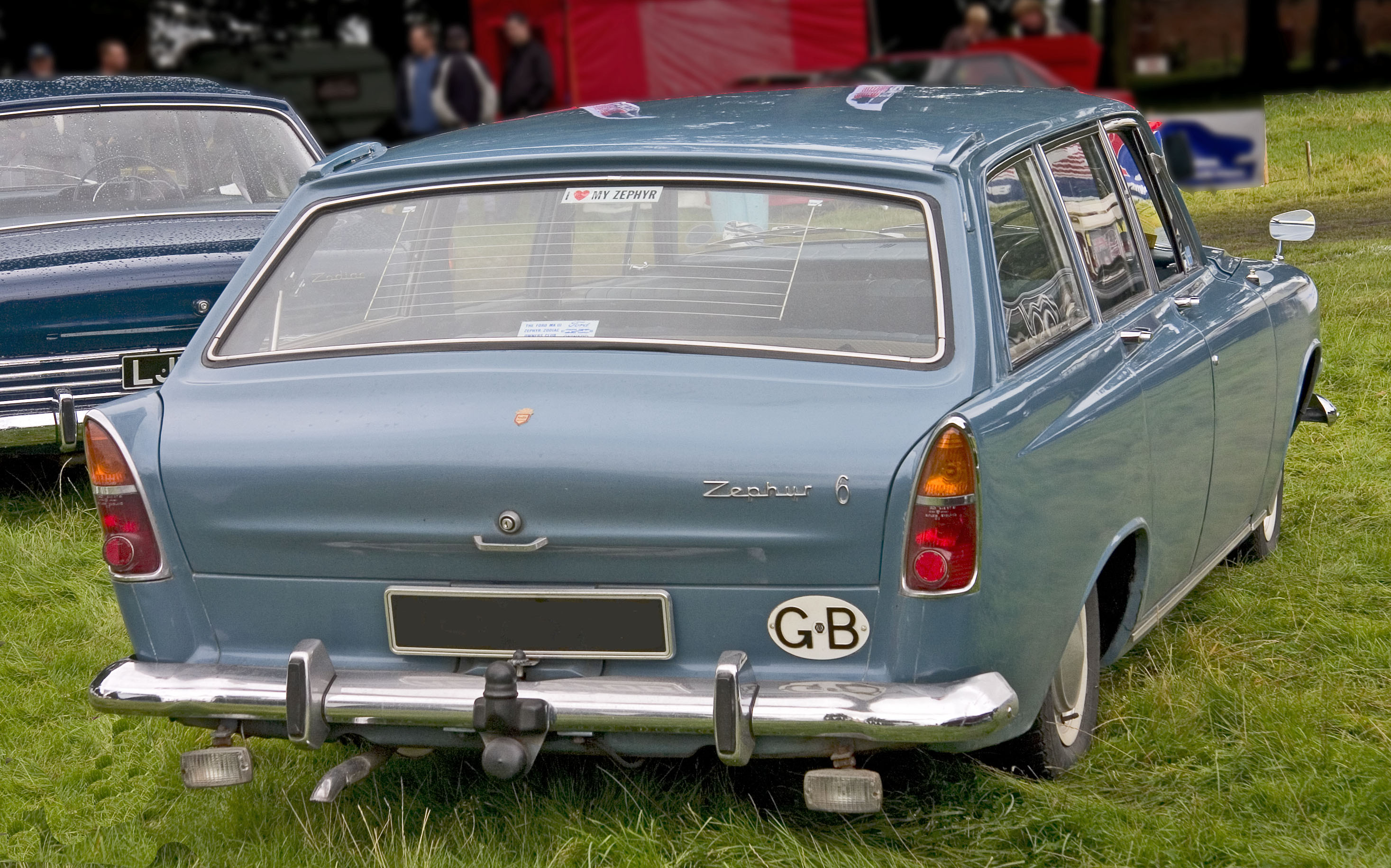
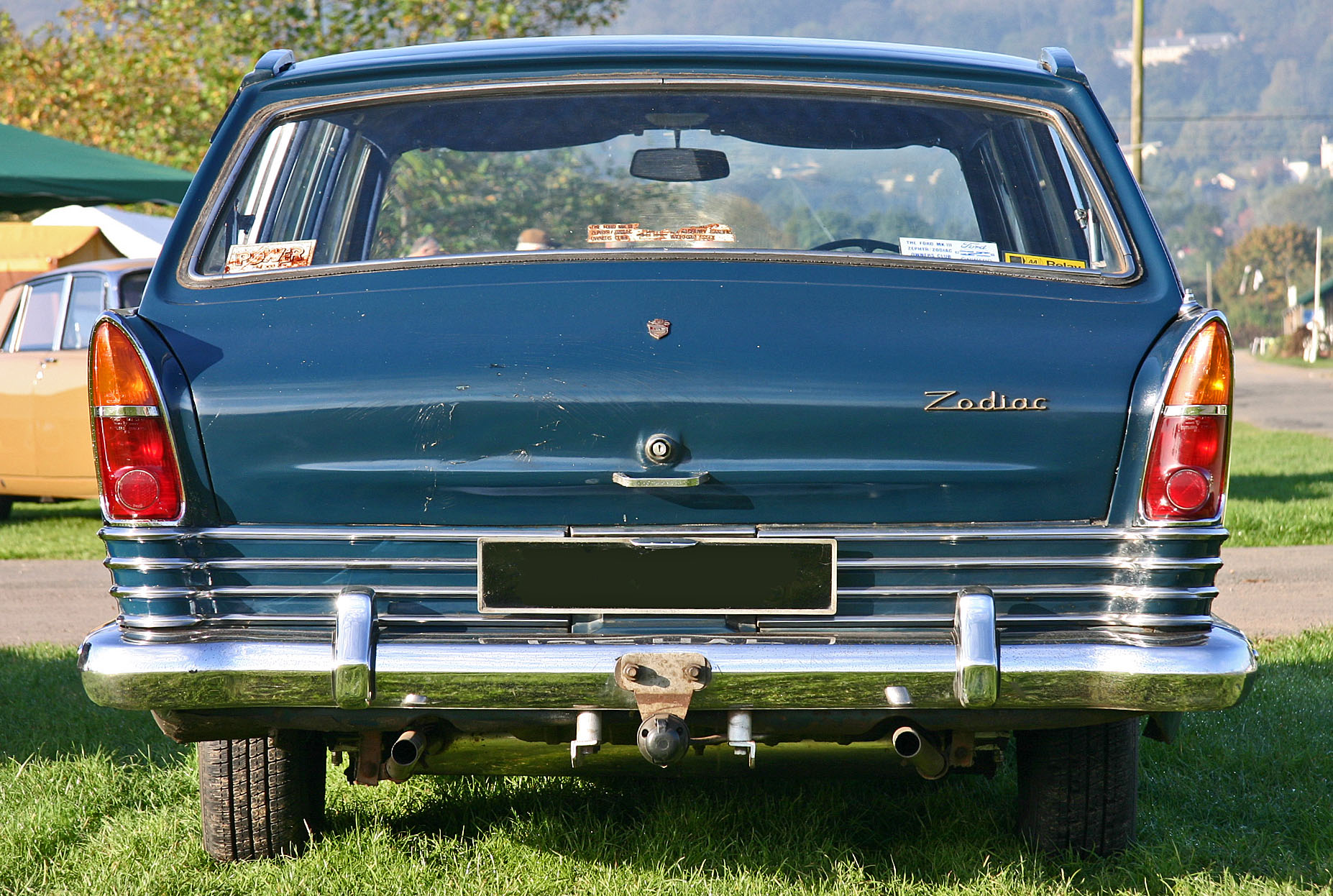
Vue arrière de la Zodiac, à titre de comparaison

### Zodiac Mark III
Numéros de modèle 213E, 214E
La Zodiac était une version haut de gamme de la Zephyr 6, mais différait considérablement de ce modèle par des portes arrière de type limousine, une ligne de toit (avec un montant C plus étroit) et un arrière plus net, une calandre unique (quatre phares au lieu de deux), des barres de pare-chocs exclusives, des sièges moelleux et des garnitures, un tableau de bord et des aménagements intérieurs haut de gamme. Un choix de siège avant individuel ou de banquette était disponible, garni en cuir ou en tissu. Les portes avant et les panneaux de capot étaient partagés avec la Zephyr 6. La version Executive avait à nouveau des équipements de luxe supplémentaires. Le moteur six cylindres à un carburateur de 2 553 cm3 a été amélioré en interne pour augmenter la puissance à 111 ch et une nouvelle transmission à quatre vitesses toute synchronisée avec levier de vitesses sur colonne a été installée. Les freins, servofreins, utilisent des disques à l'avant et des tambours à l'arrière.
Une berline Mk III testée par le magazine britannique The Motor en 1962 avait une vitesse de pointe de 162 km/h et pouvait accélérer de 0-97 km/h en 13,4 secondes. Une consommation de carburant de tourisme de 12,5 litres aux 100 km a été enregistrée. La voiture d'essai coûtait 1 070 £ taxes comprises sur le marché britannique.
Ford Nouvelle-Zélande a initialement construit localement les Zephyr 4 et 6 ainsi que la Zodiac à partir de kits Complete Knock Down, offrant uniquement l'option d'une banquette avant en vinyle. La transmission automatique, introduite tardivement dans la vie de la Mk II, était à nouveau disponible mais était une option d'usine rare car la plupart des acheteurs choisissaient la transmission manuelle. En plus de la "Zephyr 6", Ford Nouvelle-Zélande a construit une "Zephyr Special" à six cylindres (qui a remplacé la 4), avec un niveau d'équipement inférieur et la suppression de la barre verticale centrale de calandre, de la bande de garniture du couvercle de coffre et d'autres luminaires extérieurs, qui ont été vendues aux exploitants de flottes tels que le gouvernement. Les grandes Ford étaient inhabituelles en ce qu'elles avaient des boîtes de vitesses manuelles à quatre vitesses alors que leurs rivales, y compris la Ford Falcon, n'avaient que trois vitesses. Construire localement le modèle haut de gamme Zodiac a également donné à Ford un avantage d'approvisionnement par rapport à ses principaux concurrents tels que Vauxhall de GM dont la Cresta haut de gamme n'était plus assemblée localement depuis 1960 et, une fois disponible uniquement en tant que modèle entièrement importé, était beaucoup plus difficile à obtenir que la Velox assemblée localement.

## Mark IV

### Zephyr Mark IV
Modèles 3008/3010E
En 1961, Ford entreprend une refonte complète de la Zephyr, sous le titre de "Project Panda". Comme la voiture utilisait les nouveaux moteurs V Series, le concept de capot long, traditionnel de l'époque, a créé un problème jusqu'à ce que l'ingénieur de conception, Harley Copp, ait exigé que la voiture soit à la fois plus grande et qu'elle ait plus d'espace interne, et a eu l'idée de placer la roue de secours sur un angle devant le radiateur. Le résultat était un véhicule de dimensions similaires à la Ford Fairlane nord-américaine.
La gamme Mk IV a été lancée, non pas lors d'un salon de l'automobile d'octobre, mais début 1966 avec de nouveaux moteurs au format V, la 4 ayant un V4 de 1 996 cm3 et le V6 de 2 495 cm3. La suspension indépendante était assistée par des freins à disque servo-assistés sur toutes les roues.
Au Royaume-Uni, la critique de la gestion des premiers exemplaires a conduit au montage de série de pneus à plis radiaux sur la version à moteur plus gros à la place des pneus à plis croisés plus conventionnels (au Royaume-Uni à l'époque) avec lesquels toutes les versions étaient chaussé lors du lancement en 1966, et le réajustement vers des pneus à plis radiaux sur les premiers exemplaires a abordé la tendance des roues arrière à glisser de manière incontrôlable par temps de pluie, justifiant dans le processus l'investissement de Ford dans un nouvel agencement de suspension arrière relativement sophistiqué pour la Mark IV. Même après cela, un avis contemporain a néanmoins estimé qu'un trajet impliquait une certaine quantité de "flottement" et a signalé que la maniabilité lourde de l'avant exigeait un "conducteur fort", un problème que les versions Zodiac et Executive plus chères ont atténué par le montage de la direction assistée en tant que caractéristique de série. Les contraintes de coût ont empêché l'ajout de la direction assistée sur la Zephyr, mais pendant sa production, le rapport de direction a été abaissé, ce qui a réduit la force nécessaire pour changer de direction en augmentant le rayon de braquage de 5,5 à 6,4. Une autre modification de production pour la Zephyr à 4 cylindres impliquait la refonte de l'engrenage de soupape afin d'éliminer le besoin, sur les premières Mk IV, d'ajuster fréquemment les poussoirs.
La taille du capot était soulignée par la coupe carrée des ailes. Une utilisation pratique a été trouvée pour la partie de l'espace supplémentaire devant le conducteur: la roue de secours était stockée, devant le moteur, sous le capot, libérant de l'espace à l'autre bout de la voiture pour plus de bagages.
Bien que grande, la voiture, du moins sous sa forme Zephyr, n'était pas particulièrement luxueuse. Des sièges avant individuels étaient disponibles moyennant des frais supplémentaires, mais la banquette avant standard a été décrite par un commentateur qui a conduit la voiture lors d'un test à long terme comme étant destinée aux personnes ne mesurant pas plus de 1,73 m et qui ont la jambe droite 8 cm plus courte que la gauche.
Une version break de la Zephyr Mark IV a été annoncée juste à temps pour le London Motor Show d'octobre 1966, bien que les livraisons n'aient commencé qu'en janvier 1967. Comme pour les Zephyr précédentes, les volumes ne justifiaient pas l'outillage pour la production de break à l'usine de Dagenham, et les voitures étaient plutôt construites par E.D. Abbott Ltd of Farnham, sur la base de berlines partiellement finies reçues de Ford. Les Zephyr Mark IV breaks (comme leurs sœurs Zodiac plus chères) étaient livrés avec un toit recouvert de vinyle noir, une caractéristique distinctive à la mode sur les véhicules haut de gamme de l'époque: cependant, la conservation des groupes de feux arrière de la berline a suscité des critiques en raison de la façon dont elles rétrécissent l'ouverture du hayon arrière par rapport aux aménagements des Ford Cortina breaks moins chers.

#### Modèles d'exportation
En novembre 1966, les constructeurs ont annoncé un projet d'introduction d'une version "spéciale export" de la Zephyr Mk IV combinant le moteur 3 litres de la Zodiac avec d'autres spécifications largement conformes à celles de la Zephyr existante. Cette Zephyr 3 litres n'était pas proposée par Ford sur le marché intérieur (Royaume-Uni).
Ce modèle trois litres a été rapidement adopté par Ford Nouvelle-Zélande qui avait initialement lancé la Zephyr Mk IV assemblée localement à partir de kits Complete Knock Down avec le V6 de 2,5 litres (pas de Zephyr 4 cette fois) et a reçu des plaintes selon lesquelles elle était sous-alimentée pour un pays où le remorquage de bateaux et de caravanes étaient courants. Ford Nouvelle-Zélande a également introduit le levier de vitesse au plancher et les sièges baquets en option comme alternative au levier de vitesse sur colonne et à la banquette avant de série et un grand nombre de Zephyr ont été construites sous cette forme, avec d'autres modifications, pour la police de la circulation néo-zélandaise.
La Zodiac a également été de nouveau assemblée en Nouvelle-Zélande avec à la fois des sièges avant baquets ou une banquette et les Zodiac d'environ 1967 avaient également le tableau de bord en noyer de l'Executive du marché britannique. La transmission automatique était facultative dans la Zephyr et la Zodiac. La gamme locale de la Mark IV n'incluait pas la version Zephyr Deluxe disponible au Royaume-Uni, n'étant pas aussi populaire que la Mark III et étant dépassé par la gamme Falcon australienne, désormais beaucoup plus large, construite localement. La production a pris fin en 1972 et les remplaçantes Consul et Granada introduites au Royaume-Uni n'ont jamais été officiellement importées en Nouvelle-Zélande.
Les Zephyr et Zodiac sud-africaines ont toutes reçue le moteur «Export» de trois litres à partir de l'année modèle 1968. Cela comprenait également le remplacement de l'ancienne Zephyr Super par la nouvelle Zephyr De Luxe, qui a reçu la calandre factice comme sur les voitures européennes.

### Zodiac et Executive Mark IV
Modèles 3012E/3022E
La Zodiac Mark IV et l'« Executive » avaient quatre phares et un moteur V6 amélioré de 2 994 cm3. La puissance revendiquée était de 142 ch (104 kW) "net" à 4 750 tr/min, avec un couple de 246,1 N m à 3 000 tr/min. La Zodiac comportait un alternateur au lieu d'une dynamo dans la Zephyr, une colonne de direction réglable, une roue de secours dans le compartiment moteur, un chauffage et une ventilation Aeroflow, des lave-vitres électriques, des essuie-glaces à 2 vitesses, un allume-cigare, un compte-tours, une horloge, ampèremètre et feux de recul en standard.
Les Zephyr/Zodiac Mark IV représentaient, avec leur suspension arrière indépendante de conception complexe, une avancée considérable par rapport aux grandes Ford Mark III qu'elles ont remplacées. Ford a également décidé d'élargir l'écart de prix entre les versions Zephyr et Zodiac. En janvier 1967, moins d'un an après l'introduction de la voiture, il a été annoncé que la production des Mark IV était réduite en raison de la faiblesse des ventes. L'annonce était accompagnée de plusieurs nouvelles plus optimistes sur les ventes de Cortina, et il a été souligné que les travailleurs retirés de la production des Zephyr/Zodiac seraient tous redéployés sur les chaînes de production de Cortina.
Une version break de la Zodiac Mk IV a été annoncée en même temps que l'équivalent Zephyr, et construit à ses côtés à Farnham. Il n'y avait pas d' "Executive" break.
L' "Executive" était une version haut de gamme et avait, dans les années 1960, les spécifications les plus élevées offertes par Ford aux clients britanniques. La transmission automatique (la boîte manuelle à quatre vitesses avec surmultiplication de la Zodiac étant également disponible en option « sans frais ») ainsi que la direction assistée et un toit ouvrant faisaient partie de l'équipement standard. Autres fonctionnalités standard incluses; sièges avant entièrement inclinables, carénage en noyer, instrumentation complète, moquette partout, feux de recul, phares antibrouillard, ceintures de sécurité avant à enrouleur à inertie et radio. L'Executive se distinguait des autres modèles par des garnitures extérieures et des badges nominatifs à l'avant et à l'arrière.
Une Ford Executive à transmission automatique a été testée par le magazine britannique Autocar en 1967. Elle avait une vitesse de pointe de 160 km/h et pouvait accélérer de 0 à 97 km/h en 13,1 secondes. Une consommation globale de carburant de 16,4 litres aux 100 km a été enregistrée. Par ces critères de performance, la Ford trahissait son poids, mais a néanmoins utilement amélioré la Vauxhall Viscount de 3,3 litres de taille similaire. Le prix de détail de 1 567 £ recommandé par Ford dépassait le prix de détail de 1 483 £ de la Viscount.